# بيير كاوبيرز

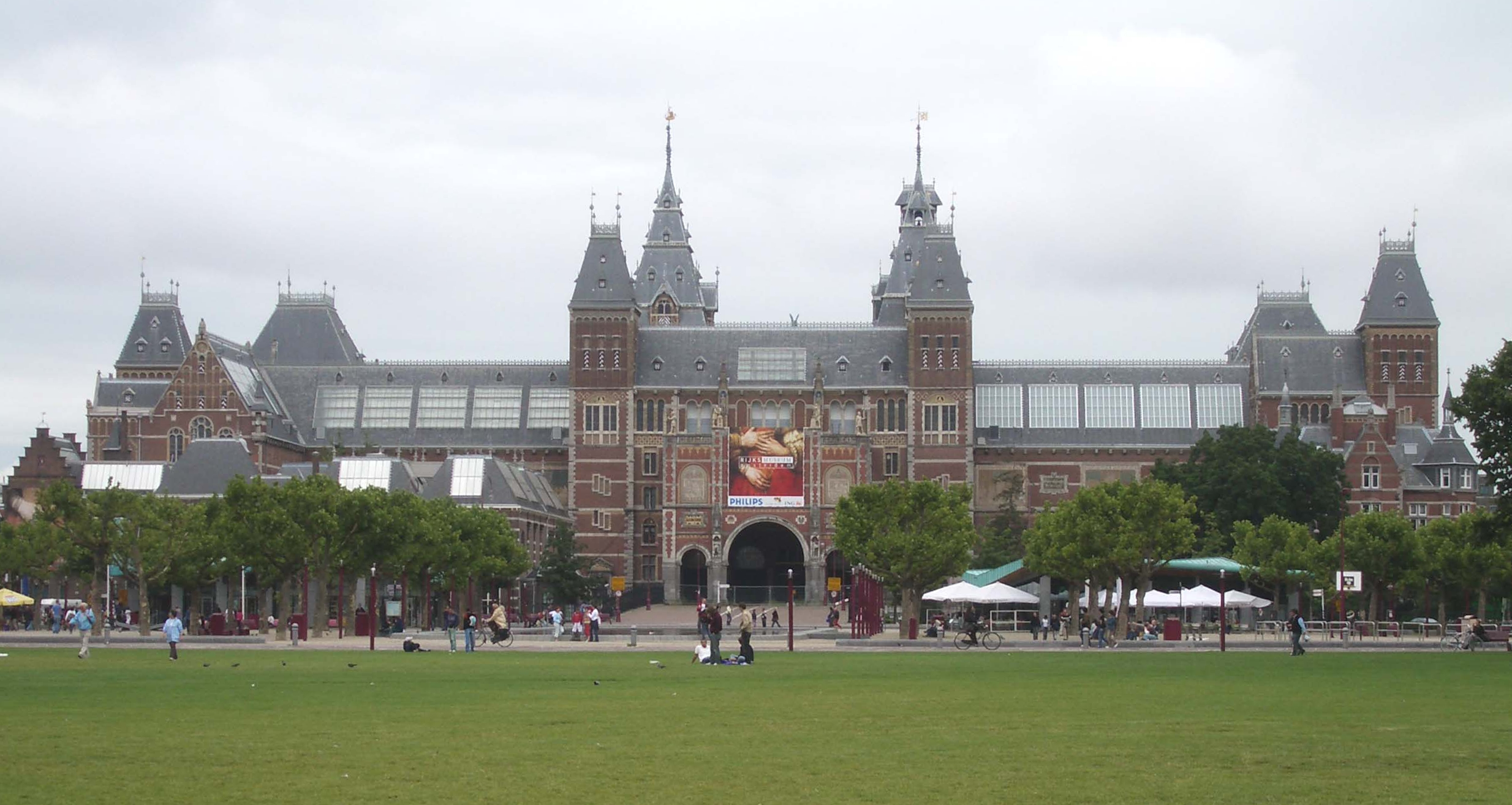
متحف ريكز صممه المعماري كاوبيرز باستخدام طرازي عصر النهضة والطراز القوطي في أواخر عقد 1870م. وكانت المنتيجة شبيهة بأوتيل دي فيل دي باري في باريس فيما يعتبر الآن طراز عصر النهضة الجديد الفرنسي. على أية حال فإن طراز القوطي يبدو سائداً في هذا المتحف عن طراز عصر النهضة، ويعتبر المبنى، رغم quoins المنتمية للعمارة الإنجليزية والأسقف chateauesque إلا أنه غالباً ما يعتبر قوطي.

بيير كاوبيرز (بالهولندية: Pierre Cuypers)‏ (16 مايو 1827 - 3 مارس 1921) كان مهندس معماري هولندي. يرتبط اسمه في معظم الأحيان بالمحطة المركزية في أمستردام (1881-1889) ومتحف ريكز (1876-1885)، في وكلاهما بأمستردام. كما يرتبط اسمه أيضاً بالعديد من الكنائس، والتي قام بتصميم أكثر من 100 منها. وعلاوة على ذلك رمم عدد كبير من الآثار.

## روابط خارجية
- بيير كاوبيرز على موقع الموسوعة البريطانية (الإنجليزية)